# R62A
Le R62A sono una serie di 825 carrozze della metropolitana di New York operanti nella divisione A e realizzate dalla Bombardier tra il 1984 e il 1987. Le prime R62A entrarono in servizio il 29 maggio 1985.
Rimarranno in servizio fino al 2028, quando saranno rimpiazzate dalle nuove R262.

## Utilizzo
Le carrozze R46 sono così assegnate alle diverse linee: 310 carrozze, l'equivalente di 31 treni, alla linea 1, 370 carrozze, l'equivalente di 37 treni, alla linea 6 e 6 carrozze, assemblate in 2 treni, alla navetta 42nd Street. I depositi assegnati alle carrozze sono quelli di Livonia (24 carrozze), 240th Street (355 carrozze) e Pelham (455 carrozze).